# Statuette einer Frau (NAMA 3443)

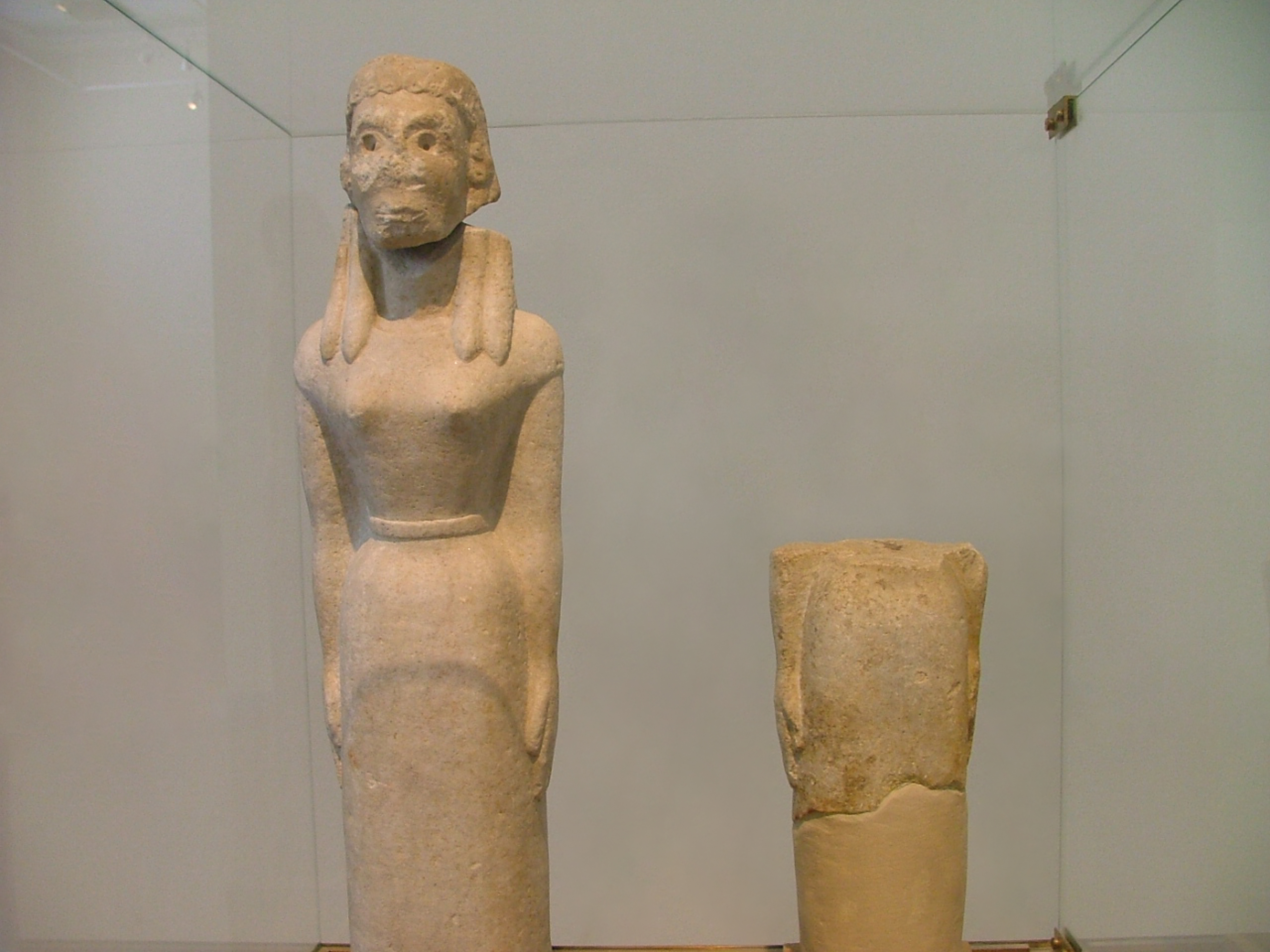
Statuette 4 (links) und Rest der Statuette 3443 (rechts).

Die Statuette einer Frau im Archäologischen Nationalmuseum Athen (NAMA) mit der Inventarnummer 3443 ist eine archaische Statuette einer jungen Frau, die ins späte 7. Jahrhundert v. Chr. datiert wird.
Von der Statuette sind nur noch Reste des Torsos, von etwa der Hüfte abwärts bis etwa zu den Knien, erhalten. Erkennbar sind noch der Peplos der Frau und ihre steif an den Seiten des Körpers herabhängenden Arme, insbesondere die Hände.
Mit zwei weiteren derartigen Statuetten bildete dieses Werk den Untersatz eines Perirrhanterions, eines Weihwasserbeckens. Die Statuette einer Frau (NAMA 4) gehörte als eine der beiden anderen Statuetten ebenfalls zu diesem Perirrhanterion. Gefunden wurden alle Stücke 1886 im Heiligtum des Apollon am Berg Ptoion in Böotien. Der Torso der Statuette aus Pentelischem Marmor ist 17 Zentimeter hoch. Es handelt sich um eine böotische Arbeit, die von Vorbildern aus dem Nahen Osten, wohl Syrien oder Zypern, beeinflusst ist.